# 横浜市営バス野庭営業所
横浜市営バス野庭営業所（よこはましえいバスのばえいぎょうしょ）は、かつて神奈川県横浜市港南区野庭町にあった横浜市営バスの営業所。
2003年に港北ニュータウン営業所と共に2007年までに廃止されることが横浜市交通局より発表されたが、2006年1月に予定より1年早い同年3月31日に廃止されることが再度発表された。その後3月26日をもって営業を終了し、4月1日付で廃止された。車庫跡は一部がバス折返場となり、同所にあった停留所名も「野庭車庫前」から「野庭中央公園」に改称された。
2007年1月24日に、跡地を利用して食品スーパー「FRESH DELI tamaya」とドラッグストア「サンドラッグ」をテナントとする複合施設が2008年春に開かれることが発表され、2008年10月7日に開業した。また、はとバスの横浜野庭営業所が2007年3月に開設された。

## 沿革
- 1974年12月23日 港南営業所の派出所として開設。それまで派出所だった芹ヶ谷派出所は詰所に格下げ。
- 1980年10月1日 203系統、204系統、205系統運行開始。
- 1987年6月1日 351系統運行開始。
- 1990年6月11日 営業所として独立。
- 1993年6月 82系統廃止。
- 1994年10月3日 28系統の芹ヶ谷 - 山下ふ頭線を廃止。
- 1995年2月13日 204系統、205系統を廃止。
- 2005年
  - 7月4日 神奈川中央交通へ路線移譲開始。71系統、203系統の一部を移譲。
  - 11月28日 71系統、203系統の一部を神奈川中央交通へ移譲。
- 2006年
  - 1月30日 71系統、203系統、206系統を全便神奈川中央交通へ移譲[1]。それに伴う車両転属により、77系統を港南営業所と共管化。
  - 3月26日 業務終了。
  - 3月27日 芹が谷詰所廃止。77系統を全便神奈川中央交通へ移譲及び、担当路線を全便港南営業所へ移管。45系統の野庭団地センター前経由の出入庫便及び丸山台経由の出庫便、同洋光台駅発の入庫便、港南台駅前 - 芹ケ谷線の平戸 - 芹ケ谷間、359系統を廃止。
  - 4月1日 野庭営業所廃止。「さよならフェスティバル」が野庭車庫敷地内にて行われた。
- 2007年
  - 1月9日 営業所施設及び職員寮の解体工事開始。
  - 3月 はとバス横浜野庭営業所開設。
- 2008年10月7日 跡地を利用した食品スーパー「たまや」とドラッグストア「サンドラッグ」の複合施設が開業。

## 営業所廃止時の担当路線
以下停留所名については、当営業所廃止時の記載とする。この項では2006年3月27日および、3月31日まで当営業所で運行していた路線について記載する。

### 港南営業所に継承された路線

#### 45系統
- 洋光台駅前 - 南公園前 - 港南台駅前 - 清水橋 - すずかけ通 - ゆりの木通 - 上永谷駅前 - 丸山台 - 日限山 - 京急ニュータウン
- 洋光台駅前 - 南公園前 - 港南台駅前 - 清水橋 - すずかけ通 - 野庭団地センター前 - 野庭車庫前
- 上永谷駅前 - ゆりの木通 - すずかけ通 - 野庭団地東口 - 野庭車庫前
- 港南台駅前 - 清水橋 - すずかけ通 - 丸山台 - 上永谷駅前 - 平戸

#### 51系統
- 上大岡駅前 - 港南区総合庁舎前 - 公務員住宅入口 - すずかけ通 - 野庭団地センター前 - 野庭車庫前

#### 52系統
- 上大岡駅前 - 港南区総合庁舎前 - 公務員住宅入口 - 野庭団地東口 - 野庭車庫前

#### 112系統
- 洋光台駅前 - 日野中央公園入口 - 公務員住宅入口 - すずかけ通 - ゆりの木通 - 上永谷駅前
- 洋光台駅前 - 日野中央公園入口 - 公務員住宅入口 - すずかけ通 - 野庭団地センター前 - 野庭車庫前

#### 351系統
- 上大岡駅前→港南区総合庁舎前→公務員住宅入口→すずかけ通→野庭団地センター前→野庭車庫前

51系統の深夜バス。

#### 359系統
- 港南台駅前→清水橋→すずかけ通→野庭団地センター前→野庭車庫前

45系統の深夜バス。2006年3月27日付で廃止された。

### 神奈中バス舞岡営業所に継承された系統

#### 77系統
- 横浜駅前 - 浜松町 - 水道道 - 保土ケ谷駅東口 - 権太坂 - 平戸 - 芹ケ谷
- 保土ヶ谷駅東口 - 権太坂 - 平和台折返場（保土ケ谷営業所と共管）

## 営業所廃止前に廃止・移管された路線

### 28系統
- 芹ケ谷 - 平戸 - 平和台 - 保土ケ谷駅東口 - 水道道 - 浜松町 - 御所山 - 桜木町駅 - 山下ふ頭入口 - 山下ふ頭

1994年のダイヤ改正で芹が谷 - 平和台折返場および、浜松町 - 山下ふ頭間が廃止された。同時に保土ヶ谷営業所単独の運行となり、野庭営業所は28系統から撤退した。

### 71系統
- 上大岡駅前 - 最戸町 - 芹ケ谷

港南営業所との共管であった。当営業所は上記の区間便のみ担当した。段階的に神奈中バス舞岡営業所に移管され、2006年1月30日をもって完全移管された。

### 82系統
- 横浜駅西口 - 洪福寺 - 浜松町 - 水道道 - 保土ケ谷駅東口 - 平戸 - 平和台 - 芹ケ谷
- 横浜駅西口 - 洪福寺 - 浜松町 - 水道道 - 保土ケ谷駅東口 - 平戸 - 平和台
- 横浜駅西口 - 洪福寺 - 浜松町 - 水道道 - 保土ケ谷駅東口 - 平戸

1993年6月に廃止にされた。系統番号は1996年に浅間町営業所が担当する路線として復活した。

### 203系統
- 上大岡駅前 - 最戸町 - 芹ケ谷 - 平戸 - 東戸塚駅前
- 芹が谷 - 平戸 - 東戸塚駅前

港南営業所および神奈中バス（横浜営業所→同舞岡営業所）との共管であった。71系統と同様に、段階的に神奈中バス舞岡営業所に移管され、2006年1月30日をもって完全移管された。

### 204系統
- 上大岡駅前 - 港南区総合庁舎前 - 上永谷駅前 - 平戸 - 東戸塚駅前

港南営業所および神奈中バス（横浜営業所→同舞岡営業所）との共管であった。1995年2月13日をもって神奈中バスに完全移管された。
系統番号は後に、浅間町営業所の路線（横浜駅西口→岡野町→浅間町車庫前）で再利用された。

### 205系統
- 東戸塚駅前 - 保土ケ谷駅東口

神奈中バスとの共管であった。204系統と同様、1995年2月13日をもって神奈中バスに完全移管された。
系統番号は後に、若葉台営業所の路線（集会所前→中山駅前）で再利用された。

### 206系統
- 東戸塚駅前→平戸→芹ケ谷→最戸町→弘明寺→南区役所前→弘明寺→最戸町→芹ケ谷→平戸→東戸塚駅前
- 芹ケ谷→最戸町→弘明寺→南区役所前→弘明寺→芹ケ谷→平戸→東戸塚駅

2006年1月30日をもって神奈中バス舞岡営業所に移管された。

## 車両
野庭営業所では、日野自動車製車両を選択して導入していた。全て大型車で短尺車が基本的に導入されていたが、2000年に混雑対策として長尺車が導入され、51系統、52系統で使用された。晩年はいすゞ自動車製のエルガも配置されていた。